# Ferdinand Friedensburg (Numismatiker)
Ferdinand Friedensburg, Pseudonym: F. Montanus, (* 11. Februar 1858 in Liegnitz, Provinz Schlesien; † 5. Februar 1930 in Hirschberg, Provinz Niederschlesien) war ein deutscher Jurist und Numismatiker.

## Leben
Ferdinand Friedensburg war der Sohn des gleichnamigen Kreisrichters, späteren Breslauer Oberbürgermeisters, Ferdinand Friedensburg und studierte nach dem Schulbesuch Rechtswissenschaften an der Universität Breslau. Er wurde Mitglied der Breslauer Burschenschaft der Raczeks. 1878 legte er das Referendarexamen ab, 1884 das Assessorexamen, arbeitete dann in Schweidnitz, wurde 1887 Hilfsrichter in Breslau und 1889 Landrichter in Gleiwitz. 1891 wurde er in das Reichsversicherungsamt in Berlin berufen und dort im Jahr 1900 Geheimer Regierungsrat und Senatspräsident. 1909 trat er in den Ruhestand und siedelte nach Breslau über.
In seiner Freizeit beschäftigte er sich intensiv mit der Münzgeschichte Schlesiens und darüber hinaus auch der deutschen Münzgeschichte und wurde einer der produktivsten Numismatiker seiner Zeit. Er habilitierte sich an der Universität Breslau für Numismatik und lehrte dort auch als Privatdozent.
Seine Sammlung schlesischer Mittelaltermünzen stiftete er 1908 dem Schlesischen Museum für Kunstgewerbe und Altertümer in Breslau. 1924 wurde seine zweite Münzsammlung bei Adolph E. Cahn in Frankfurt versteigert, nach seinem Tode 1930 dort auch seine numismatische Bibliothek.
Seine Ehefrau Clara (1861–1937) war die Schwester des Berliner Stadtkommandanten Johannes Severin (1869–1937). Ihr Vater war Hermann Severin, u. a. Stadtrat und Baugewerksmeister in Breslau und Rittergutsbesitzer auf Grüttenberg im Kreis Oels. Aus der Ehe mit Clara geborene Severin ging der 1886 in Schweidnitz geborene Politiker Ferdinand Friedensburg hervor.

## Veröffentlichungen (Auswahl)
- Schlesiens Münzen und Münzwesen vor dem Jahre 1220. Lehmann, Berlin 1886, (Nachdruck. Maercker, Ihringen 1984, ISBN 3-924438-01-3).
- Schlesiens Münzgeschichte im Mittelalter. 3 Bände. Max, Breslau 1887–1904.
  - Theil 1: Urkundenbuch und Münztafeln (= Codex diplomaticus Silesiae. Bd. 12, ZDB-ID 528603-7). 1887, (Digitalisat).
  - Theil 2: Schlesiens Münzgeschichte im Mittelalter (= Codex diplomaticus Silesiae. Bd. 13). 1888, (Digitalisat).
  - Ergänzungsband: Schlesiens Münzgeschichte im Mittelalter (= Codex diplomaticus Silesiae. Bd. 23). 1904.
- als Herausgeber: Schlesiens neuere Münzgeschichte (= Codex diplomaticus Silesiae. Bd. 19). Morgensterns Buchhandlung (Wohlfahrt), Breslau 1899, (Digitalisat).
- als Herausgeber mit Hans Seger: Schlesiens Münzen und Medaillen der neueren Zeit. Verein für das Museum Schlesischer Altertümer, Breslau 1901, (Digitalisat).
- Die Münze in der Kulturgeschichte. Weidmann, Berlin 1909.
- Die Symbolik der Mittelaltermünzen. Band 1: Die einfachsten Sinnbilder.  Weidmann, Berlin 1913.
- Drei merkwürdige Pfennige von Magdeburg. In: Blätter für Münzfreunde. Bd. 60, 1925, S. 273–275.
- Münzkunde und Geldgeschichte der Einzelstaaten des Mittelalters und der neueren Zeit (= Handbuch der mittelalterlichen und neueren Geschichte. Abt. 4: Hilfswissenschaften und Altertümer. 7). Oldenbourg, München u. a. 1926.
- Die schlesischen Münzen des Mittelalters. Schlesischer Altertumsverein, Breslau 1931.